# Landessportverband Baden-Württemberg
Der Landessportverband Baden-Württemberg e. V. (LSVBW) ist die Dachorganisation der Sportselbstverwaltung in Baden-Württemberg. Er hat seinen Sitz im Stuttgarter Stadtteil Bad Cannstatt. Er wurde 1973 in Böblingen gegründet. Mit 4,18 Mio. Mitgliedschaften und insgesamt 11.268 Vereinen (Stand 2024) ist er die größte Bürgerbewegung in Baden-Württemberg.
Zu ihm gehören 98 Mitgliedsorganisationen, die sich in drei Sportbünde, 83 Fachverbände und zwölf Verbände mit besonderer Aufgabenstellung sowie Verbände für Wissenschaft und Bildung unterteilen lassen. Der Landessportverband ist ordentliches Mitglied des Deutschen Olympischen Sportbundes.
Seine Hauptaufgaben sind die Betreuung seiner Mitgliedsorganisationen und die Vertretung der gemeinsamen Interessen seiner Mitglieder nach innen und außen. Die Organe des LSVBW sind die Mitgliederversammlung, das Präsidium und das Geschäftsführende Präsidium.
An der Spitze der Organisation steht der Präsident Jürgen Scholz mit den drei Vizepräsidenten. Sie bilden mit dem Hauptgeschäftsführer des LSVBW das Geschäftsführende Präsidium. Der Gesamtvorstand ist das LSVBW-Präsidium, dem der Präsident, die drei Vizepräsidenten, neun weitere Mitglieder, die Frauenvertreterin, der Vorsitzende der Baden-Württembergischen Sportjugend (BWSJ), der Vorsitzende des Präsidialausschusses Leistungssport sowie der LSVBW-Hauptgeschäftsführer angehören.

## Olympiastützpunkte
Ende der 1980er-Jahre wurden in Deutschland Olympiastützpunkte (OSP) als sportartübergreifende Betreuungs- und Serviceeinrichtungen für den olympischen und paralympischen Leistungssport eingerichtet. In Baden-Württemberg waren diese in Freiburg, Rhein-Neckar, Stuttgart und Tauberbischofsheim zunächst unter eigenen Trägerschaften. 2017 wurde im Rahmen der Grundvereinbarung „Olympiastützpunkte Baden-Württemberg“ beschlossen, dass die Trägerschaft über die baden-württembergischen Olympiastützpunkte (OSP Freiburg-Schwarzwald, OSP Rhein-Neckar und OSP Stuttgart (OSPeBW) und Servicepunkt Fechten Tauberbischofsheim) ab Januar 2018 unter der Rechtsträgerschaft des Landessportverbands Baden-Württemberg (LSVBW) zusammengeführt wird.

## Aufgaben
- Vertretung der gemeinsamen Interessen des Sports in Baden-Württemberg gegenüber Landtag und Landesregierung, gegenüber anderen zentralen Institutionen des Landes, des Bundes und der Europäischen Union sowie im und gegenüber dem DOSB
- Behandlung von Grundsatzfragen und Themen der Sportentwicklung in Baden-Württemberg
- Förderung des Leistungssports in Baden-Württemberg einschließlich Talentsuche und Talentförderung sowie Bekämpfung des Dopings
- Vertretung der gemeinsamen Interessen der Jugendarbeit im Sport
- Förderung der Frauen und Gleichstellung im Sport
- Schaffung einheitlicher Sportförderungsgrundsätze
- Schutz von Umwelt, Natur und Landschaft sowie einer nachhaltigen Entwicklung im und für den Sport
- Landeskoordination des Bundesprogramms „Integration durch Sport“

## Mitgliedsorganisationen
Die Mitglieder ergeben sich aus der Organisationsstruktur des Sports in Baden-Württemberg. Diese gliedert sich zum einen in die drei Mitgliedssportbünde und zum anderen in die 83 Sportfachverbände. Außerdem gehören auch 12 Verbände mit besonderer Aufgabenstellung und Verbände für Wissenschaft und Bildung dazu.

Organisationsstruktur des Sports in Baden-Württemberg

### Sportbünde
- Badischer Sportbund Freiburg mit Sitz in Freiburg
- Badischer Sportbund Nord mit Sitz in Karlsruhe
- Württembergischer Landessportbund mit Sitz in Stuttgart.

Gesamtmitglieder LSVBW: 4.184.101 in 11.268 Vereinen (Stand 2024)

### Sportfachverbände
Im Landessportverband Baden-Württemberg e. V. sind 83 Fachverbände Mitglied. In Baden-Württemberg gibt es unterschiedliche Organisationsformen der Sportfachverbände. Einige der Verbände sind auf Landesebene organisiert, das heißt, es gibt pro Sportart einen baden-württembergischen Fachverband. In anderen Sportarten gibt es entweder gesamtbadische und gesamtwürttembergische Fachverbände oder nordbadische, südbadische und württembergische Fachverbände. Das heißt, dass eine Sportart in Baden-Württemberg höchstens drei Fachverbände haben kann.

### Sportverbände mit besonderer Aufgabenstellung
Die zwölf Verbände mit besonderer Aufgabenstellung und Verbände für Wissenschaft und Bildung vertreten besondere Anliegen und sind ähnlich wie die anderen Fachverbände organisiert.

## Ausschüsse und Kommissionen
Zur Bewältigung seiner Aufgaben bedient sich der LSVBW folgender Ausschüsse und Kommissionen:
- Präsidialausschuss Leistungssport (PAuLe)
- Leitungsstab Olympiastützpunkte Baden-Württemberg (OSPeBW)
- Baden-Württembergische Sportjugend (BWSJ)
- Ausschuss Frauen & Gleichstellung im Sport
- Fach-Kommission Sport und Bildung
- Ad-hoc-Kommission Ganztagesschule
- Expertenrat Umwelt, Nachhaltigkeit & EU

## Geschäftsstelle

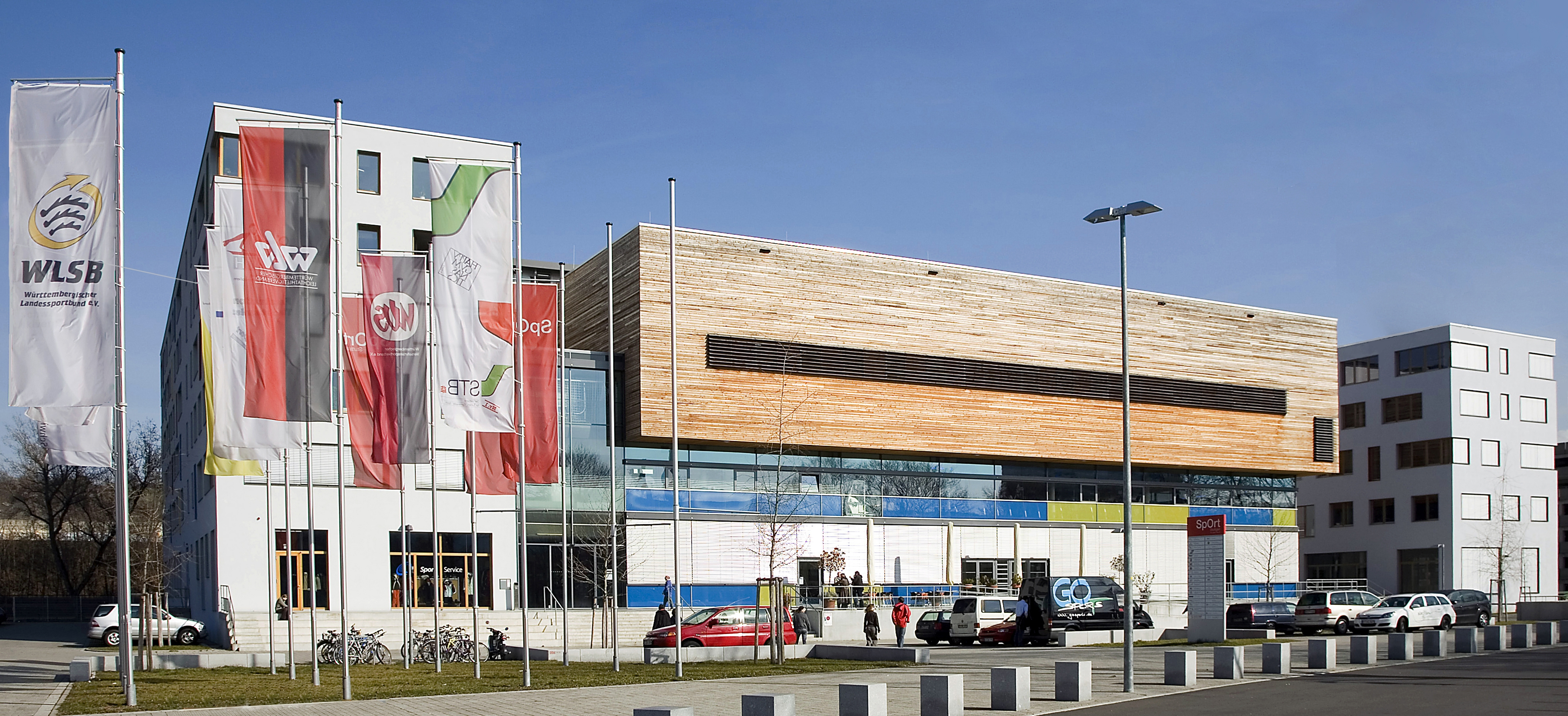
SpOrt Stuttgart (Haus des Sports) mit Sitz der Geschäftsstelle des LSVBW

Seit dem 24. Januar 2005 hat der LSVBW seinen Sitz in den Räumlichkeiten des SpOrt Stuttgart in Stuttgart-Bad Cannstatt. Das SpOrt Stuttgart bildet gemeinsam mit der MHPArena, der Porsche-Arena, dem Kunst-Turn-Forum, dem Olympiastützpunkt Stuttgart, dem Trainingsgelände des VfB Stuttgart, dem Cannstatter Wasen, der Hanns-Martin-Schleyer-Halle, dem Carl Benz Center und dem Mercedes-Benz-Museum den Stuttgarter Neckarpark.

## Präsidium
| Name                                | Funktion                                                                  |
| ----------------------------------- | ------------------------------------------------------------------------- |
| Jürgen Scholz (Sersheim)            | Präsident                                                                 |
| Andreas Felchle (Maulbronn)         | Vizepräsident                                                             |
| Gundolf Fleischer (Horben)          | Vizepräsident                                                             |
| Gert Rudolph (Karlsruhe)            | Vizepräsident                                                             |
| Wolf-Dieter Carle (Stockach)        | Vertreter der Vereine                                                     |
| Manuel Hailfinger (Sonnenbühl)      | Vertreter der Vereine                                                     |
| Bernd Kielburger (Königsbach-Stein) | Vertreter der Vereine                                                     |
| Manfred Pawlita (Aalen)             | Vertreterin der Vereine                                                   |
| Hans Artschwager (Hildrizhausen)    | Vertreter der Fachverbände                                                |
| Markus Frank (Mulfingen)            | Vertreter der Fachverbände                                                |
| Manfred Kuner (Triberg)             | Vertreter der Fachverbände                                                |
| Sabine Kusterer (Leimen)            | Vertreter der Fachverbände                                                |
| Rolf Schmid (Biberach)              | Vertreter des WLSB                                                        |
| Margarete Lehmann (Tuttlingen)      | Vorsitzende Ausschuss Frauen und Gleichstellung im Sport, Schatzmeisterin |
| Claus-Peter Bach (Plankstadt)       | Vorsitzender Präsidialausschuss Leistungssport                            |
| Jens Jakob (Binzen)                 | Vorsitzender der Baden-Württembergischen Sportjugend                      |
| Ulrich Derad                        | Hauptgeschäftsführer LSVBW                                                |

## Publikationen

### Sport in BW
Das Magazin Sport in Baden-Württemberg erscheint zwölfmal im Jahr jeweils am Monatsanfang in dreifacher Ausfertigung (für jeden Sportbund gibt es eine eigene Ausgabe, der übergeordnete LSVBW-Teil ist in allen drei Ausgaben gleich).

## Projekte
- Trainerpreis Baden-Württemberg[4]
- SPITZENSPORTLAND Baden-Württemberg[5]
- Partnerbetrieb des Spitzensports[6]
- Freiwilligendienste im Sport: Freiwilliges Soziales Jahr (FSJ) im Sport, Freiwilliges Soziales Jahr Sport und Schule sowie Bundesfreiwilligendienst im Sport[7]

## Initiative „Spitzensportland Baden-Württemberg“
Um die Zukunft des Leistungssports im Bundesland zu sichern, hat der LSVBW die „Spitzensportland Baden-Württemberg“ ins Leben gerufen. Ziel ist es, junge Talente nicht nur partnerschaftlich an die deutsche und internationale Spitze heranzuführen, sondern ihnen auch eine lange und erfolgreiche Karriere im Spitzensport zu ermöglichen. Auch die Stiftung „Soziale Hilfe für Spitzensportler in Baden-Württemberg“ verfolgt den Zweck, baden-württembergischen Spitzensportlern Beihilfen zu einer angemessenen schulischen und beruflichen Ausbildung zu gewähren sowie in sozialen Notfällen Unterstützung zu leisten.

## Stiftung OlympiaNachwuchs
Die Stiftung OlympiaNachwuchs Baden-Württemberg, gegründet im Jahr 2000, ist ein weiterer Baustein im Gesamtkonzept Leitungssport in Baden-Württemberg. Sie ermöglicht eine individuelle Förderung und ergänzt so die bereits bestehenden leistungssportlichen Strukturen. Unterstützt werden Athletinnen und Athleten, die den internationalen Durchbruch noch nicht geschafft haben, aber bereits mit starken Leistungen aufwarten konnten, deshalb von anderer Seite jedoch nicht die gebotene Hilfe erfahren und die in Folge ihrer sportlichen Betätigung einer besonderen Hilfe bedürfen, Beihilfen zu einer angemessenen schulischen und beruflichen Ausbildung zu gewähren sowie in sozialen Notfällen Unterstützung zu leisten.